# Всеукраїнські з'їзди працівників освіти
Всеукраїнські з'їзди працівників освіти — це один з головних органів громадського самоврядування в освіті: зібрання освітян України, що проходили в 1992, 2001 та 2011 роках з метою вирішення основних питань розвитку галузі.

## I з'їзд
Перший всеукраїнський з'їзд працівників освіти проходив у Києві в грудні 1992 р. Загалом він не мав номера. На цьому форумі освітяни розглянули основні позиції Державної національної програми «Освіта» («Україна XXI століття»).

## II з'їзд
Вдруге освітяни України в Києві зібрались 8 жовтня 2001 року.
Представництво влади на цьому форумі було значним: Президент України Леонід Кучма, Прем'єр-міністр
України Анатолій Кінах, перший заступник Голови Верховної Ради України Віктор Медведчук, президент Національної академії наук України Борис Патон і навіть посли іноземних держав та представники міжнародних організацій. Головою організаційного комітету з'їзду був віце-прем'єр-міністр України Володимир Семиноженко.
Загалом у другому з'їзді, що тривав 8-9 жовтня 2001 року, брало участь близько 600 запрошених гостей та 1880 делегатів. Головне завдання — залучення громадськості до формування державної політики в галузі освіти та визначення подальшого її розвитку.
Делегати з'їзду працювали у семи секціях — «Дошкільна освіта», «Позашкільна освіта і виховання», «Загальна середня освіта», «Професійно-технічна освіта», «Вища освіта і наукова робота», «Післядипломна освіта», «Управління та економіка освіти».
Делегатами освітянського форуму було прийнято Національну доктрину розвитку освіти.

## III з'їзд
Втретє освітяни України на широкий загал зібрались 28 жовтня 2011 року. Пленарне засідання III Всеукраїнського з'їзду працівників освіти проходило на базі центру культури та мистецтв Національного авіаційного університету. Координував роботу міністр освіти і науки, молоді та спорту України Дмитро Табачник.
У роботі з'їзду брали участь 1000 делегатів з усіх регіонів України, зокрема 362 делегати представляли середню школу, 34 — позашкільну освіту, 41 — професійно-технічну, майже 200 — вищу освіту. Крім того, на заході також працювали окремі працівники Академії педагогічних наук, громадських організацій і профспілок. До того ж було ще понад 500 запрошених: колишні міністри освіти, ветерани, вчителі-новатори тощо. Найтоповішим політиком став Прем'єр-міністр України Микола Азаров, який виступив перед делегатами.
По результатам роботи було прийнято Національну стратегію розвитку освіти в Україні на 2012—2021 рр., яка стала базою для оновлення нормативно-правової бази, модернізації змісту освіти та запровадження профільної старшої школи у загальноосвітніх навчальних закладах, подальший розвиток зовнішнього незалежного оцінювання навчальних досягнень учнів тощо.
Студенти в рамках всеукраїнської громадянської кампанії Проти деградації освіти, що тривала з 2010 по 2013 роки, звертались до делегатів освітянського з'їзду з проханням не схвалювати освітню політику МОНМС. Звернення поширювалося у інтернеті й роздавалась безпосередньо делегатам перед з'їздом.